# Robert Servín
Pour les articles homonymes, voir Servín.
Robert Servín est un footballeur professionnel Paraguayen. Il est né le 17 juillet 1984. 

## Clubs successifs
| Saison    | Club                | Pays     | Ligue    | Matchs /Buts | Coupe d'Europe |
| --------- | ------------------- | -------- | -------- | ------------ | -------------- |
| 2005-2006 | FC Sportivo Luqueño | Paraguay | D1       | 7 (1)        | -              |
| 2006-2007 | FC Sportivo Luqueño | Paraguay | D1       | 14 (0)       | -              |
| 2007-2008 | FC Sportivo Luqueño | Paraguay | D1       | 16 (4)       | -              |
| 2007-2008 | FC Cerro Porteño    | Paraguay | D1       | 2 (1)        | -              |
| 2008-2009 | FC Sportivo Luqueño | Paraguay | D1       | 22 (1)       | -              |
| 2009-2010 | FC Sion M-21        | Suisse   | 1e Ligue | 4 (0)        | -              |
| 2009-2009 | FC Sion             | Suisse   | ASL      | 0 (0)        | -              |
| 2009-2010 | FC Sportivo Luqueño | Paraguay | D1       | 0 (0)        | -              |